# Romet Rekord

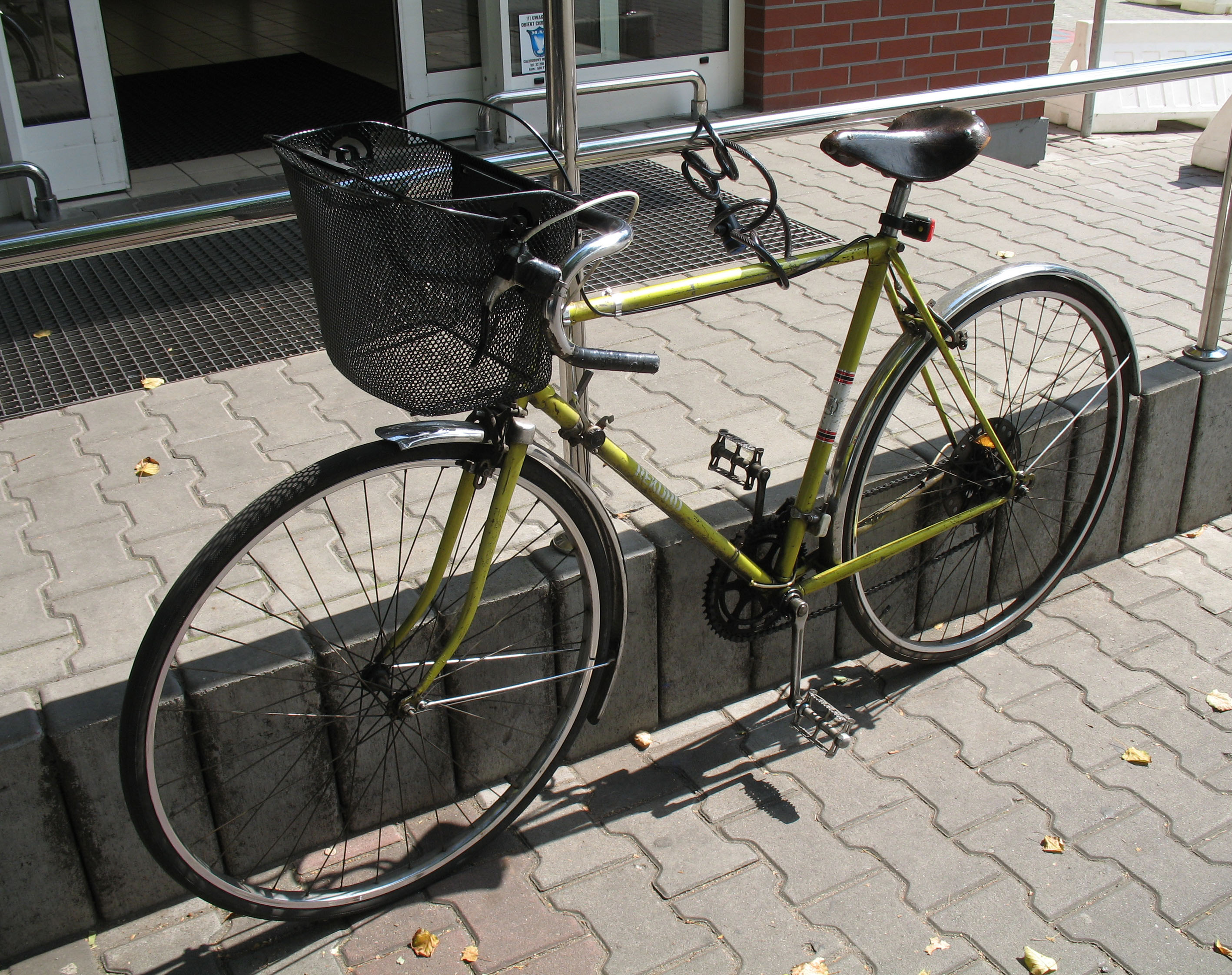
Rower Romet Rekord

Romet Rekord - męski rower szosowo-turystyczny, produkowany w zakładach PREDOM Romet, na kołach 27 cali. Posiadał kierownicę typu "baran", sportowe siodło i dwie przerzutki czechosłowackiego producenta "Favorit", a na pedałach "noski". Wyposażono go jednocześnie w błotniki i bagażnik oraz oświetlenie na dynamo. Spokrewniony z Mistralem i Wagantem.